# Jabu Moleketi
Jabulani »Jabu« Moleketi, južnoafriški politik, * 15. junij 1957.
Moleketi je od 2004 do 2008 deloval kot namestnik finančnega ministra južnoafriške vlade pod vodstvom Thaba Mbekija. 
Po odstopu Mbekija je bil Moleketi eden tistih članov vlade, ki je 23. septembra 2008 oddal svojo odpoved, čeprav je bilo kasneje objavljeno, da bi bil podobno kot finančni minister Trevor Manuel pripravljen ostati na svojem položaju.  Novembra 2008 je Kgalema Motlanthe, novi predsednik vlade, na Moleketijev postavil Nhlanhla Neneja. 
Moleketi je poročen z Geraldine Fraser-Moleketi, bivšo ministrico za javne službe in upravo, ki jo je 25. sptembra 2008 na položaju zamenjal Richard Baloyi.